# Rites (album)
Pour les articles homonymes, voir Rites.
Albums de Jan Garbarek
Visible World
(1998) Mnemosyne
(1999)
 Rites est un album du saxophoniste norvégien Jan Garbarek, paru en 1998 sur le label Edition of Contemporary Music. C'est un disque avec Jan Garbarek au saxophone ténor et soprano, Rainer Brüninghaus au piano, Eberhard Weber à la contrebasse, Marilyn Mazur aux percussions et  à la batterie. Le disque est enregistré en mars 1998 par Jan Erik Kongshaug au Rainbow Studio à Oslo.

## Musiciens
- Jan Garbarek - saxophone ténor, saxophone soprano, synthétiseurs, percussions
- Rainer Brüninghaus - piano, clavier
- Eberhard Weber - contrebasse
- Marilyn Mazur - percussions
- Manu Katché - batterie

Invités :
- Jansug Kakhidze - voix
- Bugge Wesseltoft - synthétiseur, accordéon

## Titres
- CD 1

| No | Titre                               | Durée |
| -- | ----------------------------------- | ----- |
| 1. | Rites                               | 8:27  |
| 2. | Where the rivers meet               | 7:01  |
| 3. | Vast plain, clouds                  | 5:53  |
| 4. | So mild the wind, so meek the river | 6:09  |
| 5. | Song, tread lightly                 | 7:40  |
| 6. | It's OK to listen to the gray voice | 6:43  |
| 7. | Her wild ways                       | 6:44  |

- CD 2

| No | Titre                    | Auteur          | Durée |
| -- | ------------------------ | --------------- | ----- |
| 1. | It's high time           | Jan Garbarek    | 3:31  |
| 2. | One Ying for every Yang  | Jan Garbarek    | 6:32  |
| 3. | Pan                      | Jan Garbarek    | 6::11 |
| 4. | We are the stars         | Jan Garbarek    | 5:00  |
| 5. | The Moon over Mtatsminda | Jansug Kakhidze | 3:57  |
| 6. | Malinye                  | Don Cherry      | 6:19  |
| 7. | The white clown          | Jan Garbarek    | 3:44  |
| 8. | Evenly they danced       | Jan Garbarek    | 5:14  |
| 9. | Last rite                | Jan Garbarek    | 8:24  |